# Campeonato Esloveno de Patinação Artística no Gelo
O Campeonato Esloveno de Patinação Artística no Gelo é uma competição nacional anual de patinação artística no gelo da Eslovênia. Os patinadores competem em dois eventos, individual masculino e individual feminino.
A competição determina os campeões nacionais e os representantes da Eslovênia em competições internacionais como Campeonato Mundial, Campeonato Mundial Júnior, Campeonato Europeu e os Jogos Olímpicos de Inverno.

## Edições
| Ano  | Edição | Cidade sede | Sênior | Sênior | Ref           |
| Ano  | Edição | Cidade sede | M      | F      | Ref           |
| ---- | ------ | ----------- | ------ | ------ | ------------- |
| 1985 | 1.ª    | Celje       | •      | •      | [ 1 ]         |
| 1986 | 2.ª    | Liubliana   | •      | •      | [ 1 ]         |
| 1987 | 3.ª    | Celje       | •      | •      | [ 1 ]         |
| 1988 | 4.ª    | Celje       | •      | •      | [ 1 ]         |
| 1989 | 5.ª    | Celje       | –      | •      | [ 1 ]         |
| 1990 | 6.ª    | Liubliana   | •      | •      | [ 1 ]         |
| 1991 | 7.ª    | Celje       | •      | •      | [ 1 ]         |
| 1992 | 8.ª    | Celje       | •      | •      | [ 2 ]         |
| 1993 | 9.ª    | Jesenice    | •      | •      | [ 2 ]         |
| 1994 | 10.ª   | Liubliana   | •      | •      | [ 2 ]         |
| 1995 | 11.ª   | Liubliana   | •      | •      | [ 2 ]         |
| 1996 | 12.ª   | Celje       | •      | •      | [ 2 ]         |
| 1997 | 13.ª   | Liubliana   | •      | •      | [ 2 ]         |
| 1998 | 14.ª   | Jesenice    | •      | •      | [ 2 ]         |
| 1999 | 15.ª   | Liubliana   | •      | •      | [ 2 ]         |
| 2000 | 16.ª   | Liubliana   | •      | •      | [ 2 ]         |
| 2001 | 17.ª   | Celje       | •      | •      | [ 2 ]         |
| 2002 | 18.ª   | Liubliana   | •      | •      | [ 2 ]         |
| 2003 | 19.ª   | Celje       | •      | •      | [ 2 ]         |
| 2004 | 20.ª   | Jesenice    | •      | •      | [ 2 ]         |
| 2005 | 21.ª   | Liubliana   | •      | •      | [ 3 ]         |
| 2006 | 22.ª   | Jesenice    | •      | •      | [ 3 ]         |
| 2007 | 23.ª   | Liubliana   | •      | •      | [ 3 ]         |
| 2008 | 24.ª   | Jesenice    | •      | •      | [ 3 ]         |
| 2009 | 25.ª   | Liubliana   | •      | •      | [ 3 ]         |
| 2010 | 26.ª   | Celje       | •      | •      | [ 3 ]         |
| 2011 | 27.ª   | Celje       | –      | •      | [ 3 ]         |
| 2012 | 28.ª   | Liubliana   | –      | •      | [ 4 ]         |
| 2013 | 29.ª   | Bled        | –      | •      | [ 5 ] [ 6 ]   |
| 2014 | 30.ª   | Liubliana   | –      | •      | [ 7 ] [ 8 ]   |
| 2015 | 31.ª   | Bled        | –      | •      | [ 9 ] [ 10 ]  |
| 2016 | 32.ª   | Celje       | •      | •      | [ 11 ] [ 12 ] |
| 2017 | 33.ª   | Jesenice    | –      | •      | [ 13 ]        |

## Lista de medalhistas

### Individual masculino
| Evento                    | Ouro                                      | Prata                                     | Bronze                                    |
| Celje 1985 (detalhes)     | Mitja Vilar                               | Matej Pangerlj                            | David Praprotnik                          |
| Liubliana 1986 (detalhes) | Mitja Vilar                               | David Praprotnik                          | Matej Pangerl                             |
| Celje 1987 (detalhes)     | Matej Pangerl                             | David Praprotnik                          | nenhum outro competidor                   |
| Celje 1988 (detalhes)     | David Praprotnik                          | nenhum outro competidor                   | nenhum outro competidor                   |
| Celje 1989                | Não houve disputa do individual masculino | Não houve disputa do individual masculino | Não houve disputa do individual masculino |
| Liubliana 1990 (detalhes) | Luka Klasinjec                            | nenhum outro competidor                   | nenhum outro competidor                   |
| Celje 1991 (detalhes)     | Luka Klasinjec                            | nenhum outro competidor                   | nenhum outro competidor                   |
| Celje 1992 (detalhes)     | Luka Klasinjec                            | Jan Čejvan                                | nenhum outro competidor                   |
| Jesenice 1993 (detalhes)  | Jan Čejvan                                | Jure Kovač                                | nenhum outro competidor                   |
| Liubliana 1994 (detalhes) | Jan Čejvan                                | nenhum outro competidor                   | nenhum outro competidor                   |
| Liubliana 1995 (detalhes) | Jan Čejvan                                | nenhum outro competidor                   | nenhum outro competidor                   |
| Celje 1996 (detalhes)     | Jan Čejvan                                | nenhum outro competidor                   | nenhum outro competidor                   |
| Liubliana 1997 (detalhes) | Jan Čejvan                                | Andrej Gorkič                             | Janez Špoljar                             |
| Jesenice 1998 (detalhes)  | Jan Čejvan                                | Janez Špoljar                             | nenhum outro competidor                   |
| Liubliana 1999 (detalhes) | Jan Čejvan                                | Gregor Urbas                              | Janez Špoljar                             |
| Liubliana 2000 (detalhes) | Jan Čejvan                                | Gregor Urbas                              | Janez Špoljar                             |
| Celje 2001 (detalhes)     | Gregor Urbas                              | Jan Čejvan                                | Aleš Žunko                                |
| Liubliana 2002 (detalhes) | Gregor Urbas                              | Jan Čejvan                                | Damjan Ostojič                            |
| Celje 2003 (detalhes)     | Gregor Urbas                              | Jan Čejvan                                | Damjan Ostojič                            |
| Jesenice 2004 (detalhes)  | Gregor Urbas                              | Damjan Ostojič                            | Luka Čadež                                |
| Liubliana 2005 (detalhes) | Gregor Urbas                              | Luka Čadež                                | Damjan Ostojič                            |
| Jesenice 2006 (detalhes)  | Gregor Urbas                              | Damjan Ostojič                            | Luka Čadež                                |
| Liubliana 2007 (detalhes) | Gregor Urbas                              | Damjan Ostojič                            | Luka Čadež                                |
| Jesenice 2008 (detalhes)  | Gregor Urbas                              | Luka Čadež                                | nenhum outro competidor                   |
| Liubliana 2009 (detalhes) | Gregor Urbas                              | Luka Čadež                                | nenhum outro competidor                   |
| Celje 2010 (detalhes)     | Gregor Urbas                              | nenhum outro competidor                   | nenhum outro competidor                   |
| 2011–2015                 | Não houve disputa do individual masculino | Não houve disputa do individual masculino | Não houve disputa do individual masculino |
| Celje 2016 (detalhes)     | David Kranjec                             | nenhum outro competidor                   | nenhum outro competidor                   |
| 2017                      | Não houve disputa do individual masculino | Não houve disputa do individual masculino | Não houve disputa do individual masculino |

### Individual feminino
| Evento                    | Ouro             | Prata                     | Bronze                    |
| Celje 1985 (detalhes)     | Mateja Avbreht   | Metka Hladin              | Violeta Mordej            |
| Liubliana 1986 (detalhes) | Mateja Avbreht   | Metka Hladin              | Irina Vavhnik             |
| Celje 1987 (detalhes)     | Mateja Avbreht   | Mateja Grenko             | Irina Vavhnik             |
| Celje 1988 (detalhes)     | Mateja Avbreht   | Irina Vavhnik             | Irina Kucina              |
| Celje 1989 (detalhes)     | Lea Vodušek      | nenhuma outra competidora | nenhuma outra competidora |
| Liubliana 1990 (detalhes) | Špela Perec      | Mojca Kopač               | Mateja Avbreht            |
| Celje 1991 (detalhes)     | Mojca Kopač      | Petra Klesnik             | Gordana Radakovič         |
| Celje 1992 (detalhes)     | Mojca Kopač      | Petra Klesnik             | nenhuma outra competidora |
| Jesenice 1993 (detalhes)  | Mojca Kopač      | Petra Klesnik             | nenhuma outra competidora |
| Liubliana 1994 (detalhes) | Mojca Kopač      | Tina Berlot               | nenhuma outra competidora |
| Liubliana 1995 (detalhes) | Mojca Kopač      | Petra Klesnik             | nenhuma outra competidora |
| Celje 1996 (detalhes)     | Mojca Kopač      | Melita Čelesnik           | Tina Švajger              |
| Liubliana 1997 (detalhes) | Mojca Kopač      | Tina Švajger              | Klara Miletič             |
| Jesenice 1998 (detalhes)  | Tina Švajger     | Mojca Kopač               | Alenka Mrak               |
| Liubliana 1999 (detalhes) | Anja Beslič      | Tina Švajger              | Alenka Mrak               |
| Liubliana 2000 (detalhes) | Anja Beslič      | Mojca Kopač               | Alenka Zidar              |
| Celje 2001 (detalhes)     | Anja Bratec      | Anja Beslič               | Teodora Poštič            |
| Liubliana 2002 (detalhes) | Mojca Kopač      | Tina Švajger              | Teodora Poštič            |
| Celje 2003 (detalhes)     | Mojca Kopač      | Tina Švajger              | Teodora Poštič            |
| Jesenice 2004 (detalhes)  | Mojca Kopač      | Teodora Poštič            | Anja Bratec               |
| Liubliana 2005 (detalhes) | Darja Škrlj      | Alenka Zidar              | nenhuma outra competidora |
| Jesenice 2006 (detalhes)  | Teodora Poštič   | Alenka Zidar              | Darja Škrlj               |
| Liubliana 2007 (detalhes) | Teodora Poštič   | Alenka Zidar              | Darja Škrlj               |
| Jesenice 2008 (detalhes)  | Teodora Poštič   | Nika Čerič                | Patricia Gleščič          |
| Liubliana 2009 (detalhes) | Teodora Poštič   | Nika Čerič                | nenhuma outra competidora |
| Celje 2010 (detalhes)     | Teodora Poštič   | Patricia Gleščič          | Daša Grm                  |
| Celje 2011 (detalhes)     | Patricia Gleščič | Daša Grm                  | Nika Čerič                |
| Liubliana 2012 (detalhes) | Patricia Gleščič | Daša Grm                  | Nika Čerič                |
| Bled 2013 (detalhes)      | Patricia Gleščič | Daša Grm                  | Pina Umek                 |
| Liubliana 2014 (detalhes) | Daša Grm         | Pina Umek                 | Nika Cerič                |
| Liubliana 2015 (detalhes) | Daša Grm         | Pina Umek                 | Naja Ferkov               |
| Celje 2016 (detalhes)     | Daša Grm         | Naja Ferkov               | Ursa Krusec               |
| Jesenice 2017 (detalhes)  | Daša Grm         | Ursa Krusec               | nenhuma outra competidora |